# پرواز کردن را بیاموز
«پرواز کردن را بیاموز» (به انگلیسی: Learn to Fly) ترانه‌ای از فو فایترز، گروه راک آمریکایی است. این ترانه اولین تک‌آهنگ از سومین آلبوم استودیویی گروه به نام چیزی برای از دست دادن باقی نمانده است. این ترانه در سال ۱۹۹۹ و در دو نسخه متفاوت در بریتانیا منتشر شد. این ترانه که یکی از موفق‌ترین و شناخته‌شده‌ترین تک‌آهنگ‌های گروه است، در جدول ترانه‌های مدرن راک بیلبورد رتبه اول را از آن خود کرد. همچنین با به دست آوردن رتبه ۱۹ در ۱۰۰ آهنگ داغ بیلبورد در بین ترانه‌های گروه، مقام دوم را از نظر رتبه در این جدول کسب کرد و همچنین اولین ترانه گروه بود که وارد جدول ۴۰ تک‌آهنگ برتر در ایالات متحده می‌شد. برای این ترانه یک موزیک ویدئو هم درست شد که توسط جسی پرتز کارگردانی شده است و این موزیک ویدئو برنده جایزه گرمی بهترین موزیک ویدئو کوتاه شد.